# Сибірцево 1-е
Сибірцево 1-е (рос. Сибирцево 1-е) — село у Венгеровському районі Новосибірської області Російської Федерації.
Входить до складу муніципального утворення Сибірцевська 1-а сільрада. Населення становить 346 осіб (2010).

## Історія
Згідно із законом від 2 червня 2004 року органом місцевого самоврядування є Сибірцевська 1-а сільрада.

## Населення
| 2002 | 2007 | 2010 |
| ---- | ---- | ---- |
| 364  | ↘351 | ↘346 |